# Santa Cruz de Moya
Santa Cruz de Moya est une municipalité espagnole de la province de Cuenca, dans la région autonome de Castille-La Manche.

## Personnalités liées à la commune
- Lluís Martí Bielsa (1921-2019), personnalité de la guerre d'Espagne et résistant de la Seconde Guerre mondiale, survivant du Camp de concentration de Dachau, mort à Santa Cruz de Moya[1].